# Múslim ibn al-Hajjaj
Abu-l-Hussayn Múslim ibn al-Hajjaj al-Quxayrí an-Nixaburí (àrab: أبو الحسين مسلم بن الحجاج القشيري النيشابوري, Abū l-Ḥusayn Muslim b. al-Ḥajjāj al-Quxayrī an-Nixabūrī), més conegut com a Múslim ibn al-Hajjaj o simplement com a l'imam Múslim (Nixapur, 821-6 de maig de 875), va ser un erudit musulmà, especialista en l'estudi del hadit i autor del segon recull de hadits més apreciat pels sunnites (després del Sahih Bukharí), conegut com a Sahih Múslim. Va viatjar a l'Iraq, la península Aràbiga, Egipte i Síria. Durant els seus viatges, recull les tradicions que li semblen més valuoses. Amb els seus mestres, Muhàmmad al-Bukharí i Ibn Qayyim al-Jawziyya, és considerat un referent en el sunnisme i en la ciència dels hadits.

## Biografia
Va néixer a Nixapur, a la província abbàssida de Khorasan, a l'actual nord-est de l'Iran. Els historiadors difereixen pel que fa a la seva data de naixement, encara que se sol donar 202 AH (817/818), 204 AH (819/820), o 206 AH (821/822). Al-Dhahabi va dir: «Es diu que va néixer l'any 204 AH», encara que també va dir: «Però crec que va néixer abans».
Ibn Khallikan no va poder trobar cap informe de la data de naixement o l'edat de la mort de Múslim per part de cap dels ḥuffāẓ (mestres hadit), excepte el seu acord que va néixer després del 200 AH (815/816). Ibn Khallikan cita Ibn al-Salah, que cita el Kitab ʿUlama al-Amsar d'Ibn al-Bayyiʿ, en l'afirmació que Múslim tenia 55 anys quan va morir el 25 de Rajab, 261 AH (maig de 875) i, per tant, el seu l'any de naixement devia ser 206 AH (821/822).
Segons els estudiosos, era d'origen àrab o persa. La nisbah d'al-Qushayri significa la pertinença dels musulmans a la tribu àrab de Banu Qushayr, membres de la qual van emigrar al territori persa recentment conquerit durant l'expansió del califat de Rashidun. L'erudit àrab del segle XIV Al-Dhahabi va declarar que podria haver estat un mawla d'ascendència persa, atribuïda a la tribu Qushayr a través de wala' (aliança). Un avantpassat de Múslim pot haver estat un esclau alliberat d'un Qushayri, o pot haver acceptat l'Islam de mans d'un Qushayri. Segons altres dos erudits, Ibn al-Athīr i Ibn al-Salāh, en realitat era un membre àrab d'aquesta tribu de la qual la seva família havia emigrat a l'Iran gairebé dos segles abans després de la conquesta.
La tradició explica que va fer diversos viatges a través de la península aràbiga, Egipte, Iraq i Síria per tal de recollir hadits, transmesos fins aleshores de manera oral, i per estudiar amb mestres reputats com Àhmad ibn Hanbal, deixeble d'aix-Xafií. Finalment va tornar a la seva ciutat natal, on va instal·lar-se definitivament fins a morir. Ibn al-Bayyiʿ informa que va ser enterrat a Nasarabad, un suburbi de Nixapur. Allí hauria estat col·lega i amic d'al-Bukharí i hauria tingut per deixebles at-Tirmidhí, Ibn Abi-Hàtim ar-Razí o Ibn Khuzayma, que també van ser importants estudiosos dels hadits.

## Sahih Múslim
L'obra principal de Múslim és el Sahih Múslim. L'autenticitat d'aquesta col·lecció de hadits és reconeguda i porta alguns a preferir-la sobre el Sahih de Muhàmmad al-Bukharí. L'autor explica que va tardar quinze anys a seleccionar la seva col·lecció de hadits d'entre els 300.000 hadits que tenia recollits. Les estimacions sobre el nombre de hadits dels seus llibres varien entre 3.033 i 12.000, depenent de si s'inclouen o no duplicats, o només el text (isnad). Es diu que el seu Sahih (comparteix uns 2.000 hadits amb el Sahih de Bukhari.
S'han fet diverses exegesis d'aquest llibre, incloent-hi Ikmal al-múlim bi-fawàïd Múslim, del cadi Iyad, Al-minhaj fi-xarh «Sahih» Múslim ibn al-Hajjaj, d'an-Nawawí, i Ikmal al-ilm, de Muhàmmad ibn Khalifa, conegut com al-Ubayy. Els estudis sobre aquesta obra complementària a la d'al-Bukharí són nombrosos. Constitueix, amb els seus 54 capítols, una obra important sobre el tema de l'islam original.

## Llegat
Ishaq ibn Rahawayh va ser el primer a recomanar l'obra de Múslim. Però els contemporanis d'Ishaq no ho van acceptar: Abu-Zura ar-Razí va objectar que Múslim havia omès massa documents que ell mateix reconeixia com autèntics i que també incloïa transmissors que eren febles. Ibn Abi-Hàtim va acceptar més tard a Muslim com a «digne de confiança» i com a «un dels mestres de l'hadit»; Abu-Zura també l'acabarà elogiant, com ho farà Ibn an-Nadim.
Per tant, el llibre de Múslim va anar guanyant protagonisme gradualment, de manera que és considerat, entre els musulmans sunnites, com una de les col·leccions de hadits més autèntiques, només per darrere del Sahih Bukharí.

## Obra
L'obra de Múslim ibn al-Hajjaj va molt més enllà del Sahih que li ha donat fama. Va escriure moltes obres sobre les anomenades «ciències dels hadits», és a dir els coneixements i tècniques que permeten avaluar no només la veracitat o falsedat d'un hadit, sinó fins i tot el seu grau de fiabilitat. En aquest sentit, Múslim té obres sobre ilm al-ilal o ciència dels defectes, sobre ilm ar-rijal o ciència de l'avaluació biogràfica, sobre els errors en les cadenes de transmissors de hadits, sobre els noms (isms), sobrenoms (kunyes), classes de transmissors, sobre els transmissors aïllats i els solitaris, etc. D'aquestes obres, una part s'ha conservat i han estat d'editats, però moltes s'han perdut.
Ibn al-Jawzí li atribueix vint-i-tres títols i al-Hàkim an-Nissaburí, a la seva Història de Nixapur, li n'atribueix el mateix nombre, tot i que els dos llistats discrepen en dos títols. Adh-Dhahabi n'esmenta vint-i-una, d'obres.

### Llibres conservats i editats
- الجامع الصحيح, Al-jāmiʿ aṣ-ṣaḥīḥ, ‘El recull autèntic’, més conegut com صحيح مسلم, Ṣaḥīḥ Muslim, ‘Autèntic de Múslim’.
- الكنى والأسماء, Al-kunà wa-l-asmā, ‘Els sobrenoms i els noms’.[21]
- التمييز, At-tamyīz, ‘La selecció’.[22]
- رجال عروة بن الزبير وجماعة من التابعين, Rijāl ʿUrwa ibn az-Zubayr wa-jamaʿa min at-tābiʿīn, ‘Biografies d'Urwa ibn az-Zubayr i d'un grup de tabiín’.[23]
- المنفردات والوحدان, Al-munfaridāt wa-l-waḥdān, ‘Els aïllats i els solitaris’.[24]
- الطبقات, Aṭ-ṭabaqāt, ‘Categories’, o طبقات مسلم, Ṭabaqāt Muslim, ‘Categories de Múslim’.[25]

### Llibres perduts
- أولاد الصحابة ومن بعدهم من المحدثين, Awlād aṣ-ṣahāba wa-man baʿda-hum min al-muḥaddiṯīn, ‘Els fills dels companys [del profeta Muhàmmad] i els que els vingueren després d'ells entre els transmissors de hadits’.

- الإخوة والأخوات, Al-iẖwa wa-l-aẖawāt, ‘Els germans i les germanes’.[26]

- الأقران, Al-aqrān, ‘Els semblants’.[27]

- أوهام المحدثين, Awhām al-muḥaddiṯīn, ‘Quimeres dels transmissors de hadits’.

- ذكر أولاد الحسين, Ḏikr awlād al-Ḥusayn, ‘Record dels descendents d'al-Hussayn’.

- معرفة شيوخ مالك والثوري وشعبة, Maʿrifat xuyuẖ Mālik wa-ṯ-Ṯawrī wa-Xuʿba, ‘Coneixement dels mestres de Màlik ibn Anas, Sufyan ath-Thawrí i Xuba ibn Ayyaix’, en tres volums.[20]

## Mestres i deixebles

### Mestres
Múslim ibn al.Hajjaj va seguir el mestratge, entre d'altres, d'aquests erudits musulmans:
- Abd-Al·lah Ibn Màslama al-Qanabí

- Àhmad ibn Hànbal

- Ishaq ibn Rahawayh, jurisconsult i hàfidh

- Yahya ibn Maín, especialista en les cadenes de testimonis que permeten validar un hadit com a autèntic (isnad)

- Ishaq ibn Mansur al-Kawsaj

- Abu-Bakr ibn Abi-Xayba

- Abd-Allah ibn Abd-ar-Rahman ad-Daramí

- Muhàmmad ibn Abd-Al·lah ibn Numayr

- Abd ibn Humayd

- Abu-Zura ar-Razí, erudit sobre els hadits de Rayy

- Muhàmmad al-Bukharí

### Deixebles
Múslim ibn al-Hajjaj va tenir molts deixebles, entre els quals destaquen:
- Abu-Issa Muhàmmad at-Tirmidhí
- Ibn Abi-Hàtim ar-Razí
- Àhmad ibn Sàlama an-Nissaburí
- Muhàmmad ibn Ishaq ibn Khuzayma
- Abu-Awana al-Isfarayiní